# Beatus de Liébana
Beatus de Liébana (8. század), vagy Beatus a Liebana hispániai kora középkori keresztény író.

## Élete, művei
Beatus liébanai presbiter volt. Életéről szinte semmit sem tudunk. Annyi bizonyos, hogy 768–776 körül állította össze kommentárját a Jelenések könyvéhez, amelyben Victorinus, Aspringius és Tyconius műveit, valamint Szent Ágoston és más egyházatyák írásait használta fel, nem túl kreatív módon. A mű rendkívül elterjedt volt a középkorban, amit az is bizonyít, hogy 34 kéziratban maradt fenn. Az egyes kéziratokat beatus-nak nevezik. A fennmaradt kéziratok gazdagon illusztráltak, számos közülük a román, mozarab, illetve gótikus művészet remekei közé tartozik.
Hasonlóan a kortárs Leidrad püspökhöz, ő is elítélte az adopcionista eretnekséget, mely tanítása szerint Krisztus nem volt Isten, csak Isten örökbefogadott fia volt. Fellépett az adopcionizmus jelentősebb képviselőivel, Toledói Élipanddal és Urguelli Félixszel szemben. Alakja az akkor már szaracén fennhatóság alá került Hispániában az iszlámmal szemben ellenálló kereszténység szimbóluma lett.
Liebana Alcuin levelezőtársa és mestere volt, valamint nevéhez fűződik egy világtérkép is, mely nagy hatást gyakorolt a középkori keresztény világszemléletre, főleg azzal, hogy Jeruzsálemet tette meg a világ középpontjának.